# L'Apollonide - Souvenirs de la maison close
L'Apollonide - Souvenirs de la maison close è un film del 2011 scritto e diretto da Bertrand Bonello.

## Trama

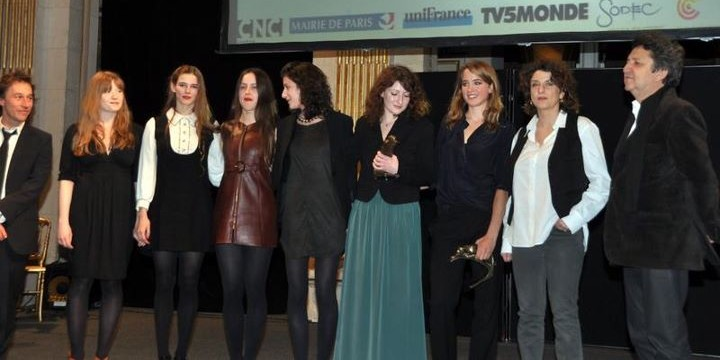
Il cast alla cerimonia dei Premi Lumière 2012

Tra 1899 e 1900, all'alba del ventesimo secolo, la vita quotidiana in una casa chiusa parigina, l'Apollonide, ormai prossima alla chiusura.

## Accoglienza
Presentato in concorso al Festival di Cannes 2011, il film ha ricevuto otto candidature ai Premi César 2012, vincendo il premio per i migliori costumi.

## Riconoscimenti
- 2012 - Premio César
  - Migliori costumi a Anaïs Romand
  - Nomination Migliore attrice non protagonista a Noémie Lvovsky
  - Nomination Migliore promessa femminile a Adèle Haenel
  - Nomination Migliore promessa femminile a Céline Sallette
  - Nomination Migliore fotografia a Josée Deshaies
  - Nomination Migliore scenografia a Alain Guffroy
  - Nomination Migliore colonna sonora a Bertrand Bonello
  - Nomination Miglior sonoro a Jean-Pierre Duret, Nicolas Moreau e Jean-Pierre Laforce
- 2012 - Premio Lumière
  - Migliore promessa femminile a Alice Barnole, Adèle Haenel e Céline Sallette
  - Nomination Miglior film a Bertrand Bonello
  - Nomination Miglior regia a Bertrand Bonello
  - Nomination Migliore sceneggiatura a Bertrand Bonello